# Horonda
Horonda (ukr. Горонда) – wieś na Ukrainie, w obwodzie zakarpackim, w rejonie mukaczewskim, siedziba hromady. W 2001 liczyła 4000 mieszkańców.